# Thomas Keating
Pour les articles homonymes, voir Keating.
Compléments
Keating est le fondateur et animateur du mouvement de la 'prière recentrante'
Thomas Keating, né le 7 mars 1923 à New York et décédé le 25 octobre 2018 à Spencer dans le Massachusetts, est un moine trappiste et prêtre américain. 
Il est le fondateur du mouvement de la prière de consentement (ou « prière recentrante ») (« centering prayer »), fondée sur la méthode contemplative d'inspiration chrétienne de l'oraison silencieuse. Il a également fondé la société Contemplative Outreach.

## Biographie
Thomas Keating a étudié à la Deerfield Academy, à Yale et à Fordham jusqu’en 1943. 
Entré en 1944 dans l’ordre cistercien de la Stricte Observance, à Valley Falls, dans l’État de Rhode Island aux États-Unis il devient en 1958, le supérieur de l'abbaye Saint-Benoît, à Snowmass dans le Colorado. Puis en 1961 il est élu abbé de l'abbaye Saint-Joseph, à Spencer, dans le Massachusetts. 
Dom Keating démissionne de sa charge en 1981 et retourne à Snowmass où il met en place un programme de retraites intensives de 10 jours, incluant la « prière de consentement » (Centering prayer), une forme contemporaine de méditation chrétienne traditionnelle. La méthode serait inspirée du Nuage de l'inconnaissance, un ouvrage mystique anglais anonyme du XIVe siècle, de la lignée de la « contemplation obscure » (Denys l'Aréopagite, Nicolas de Cuse, Jean de la Croix...).
En 1984, avec  Gustave Reininger et Edward Bednar, il fonde Contemplative Outreach, une organisation qui enseigne la prière recentrante et la Lectio Divina. Thomas Keating a été président de la « Société pour le dialogue interreligieux ». Il vit à partir de 1981 au monastère Saint-Benoît de Snowmass dans le Colorado.

## Publications

### En français
- Prier dans le secret - La dimension contemplative de l'Évangile (Pocket)
- Trouver la grâce au centre - Prière Centralisante 1996 (Béliveau)
- Condition spirituelle de l’être humain, 2013 (Actes Sud).

### En anglais
- Crisis of Faith (1979)
- Finding Grace at the Center (1979)
- Heart of the World (1981)
- And the Word Was Made Flesh (1982)
- Open Mind, Open Heart: The Contemplative Dimension of the Gospel (1986)
- The Mystery of Christ: The Liturgy as Spiritual Experience (1987)
- Heart of the World: Spiritual Catechism (1988)
- Mystery of Christ (1988)
- Awakenings (1990)
- Kundalini Energy and Christian Spirituality: A Pathway to Growth and Healing, par Philip St Romain, illus. Thomas Keating (1991)
- Reawakenings (1991)
- Invitation to Love: The Way of Christian Contemplation (1992)
- Intimacy with God (1994)
- Loving Search for God: Contemplative Prayer and "The Cloud of Unknowing", avec William A. Meninger (1994)
- Crisis of Faith, Crisis of Love (1995)
- Active Meditations for Contemplative Prayer (1997)
- The Kingdom of God is Like... (1997)
- Centering Prayer in Daily Life and Ministry, avec Gustave Reininger (1998)
- The Diversity of Centering Prayer (1998)
- The Human Condition: Contemplation and Transformation (conférences) (1999)
- Journey to the Center: A Lenten Passage (1999)
- The Better Part: Stages of Contemplative Living (2000)
- Fruits and Gifts of the Spirit (2000)
- St. Therese of Lisieux: A Transformation in Christ (2000)
- Divine Indwelling: Centering Prayer and Its Development, avec George F. Cairns, Thomas R. Ward, Sarah A. Butler, Fitzpatrick-Hopler (2001)
- Sundays at the Magic Monastery: Homilies from the Trappists of St. Benedict's Monastery avec William Meninger, Joseph Boyle, et Theophane Boyd (2002)
- Transformation of Suffering: Reflections on September 11 and the Wedding Feast at Cana in Galilee (2002)
- The Daily Reader for Contemplative Living: Excerpts from the Works of Father Thomas Keating, O.C.S.O. : Sacred Scripture, and Other Spiritual Writings (2003)
- Foundations for Centering Prayer and the Christian Contemplative Life: Open Mind, Open Heart, Invitation to Love, Mystery of Christ (2003)
- Manifesting God (2005)
- Active Prayer: On Retreat with Father Thomas Keating (2005)
- Centering Prayer: On Retreat with Father Thomas Keating (2005)
- Lectio Divina: On Retreat with Father Thomas Keating (2005)
- Welcoming Prayer: On Retreat with Father Thomas Keating (2005).